# Vergani Racing
Vergani Racing was een Italiaans autosportteam, opgericht door Francesco Marzi.

## Geschiedenis

### 1999 en 2000
In 1999 nam Vergani voor het eerst deel aan de Euro Open by Nissan, toen Tomas Scheckter voor het team reed in de seizoensfinale op het Circuit Ricardo Tormo Valencia. Met een eerste en een tweede plaats in de races kende het team een zeer succesvol debuut, en in 2000 reed het haar eerste volledige seizoen in het kampioenschap, dat inmiddels van naam was veranderd naar Open Telefónica by Nissan. Dit jaar reed het team met Giuseppe Burlotti en Cristián MacKenna als coureurs. MacKenna werd veertiende in het kampioenschap met 22 punten en een vijfde plaats op het Autodromo Nazionale Monza als beste resultaat. Burlotti behaalde daarentegen vijf overwinningen en twee additionele podiumplaatsen en werd zo achter Antonio García als tweede in het eindklassement met 182 punten. Het team eindigde zelf achter Campos Motorsport als tweede in het teamkampioenschap met 197 punten.

### 2001
In 2001 reed Vergani met drie coureurs in de Open Telefónica by Nissan; Scheckter, Santiago Porteiro en Milka Duno kwamen uit voor het team. Duno behaalde één punt met een tiende plaats op het Circuit Ricardo Tormo Valencia en werd zo 27e in de eindstand. Porteiro behaalde één podiumplaats op het Circuito de Albacete en nog twee in de seizoensfinale in Valencia en eindigde op de achtste plaats in het kampioenschap met 66 punten. Scheckter won vier races en stond in nog zeven andere races op het podium en werd achter Franck Montagny tweede in het klassement met 185 punten. Het team zelf werd achter Epsilon by Graff tweede in het teamkampioenschap met 228 punten.

### 2002
In 2002 veranderde het kampioenschap opnieuw van naam naar de World Series by Nissan. André Couto en Félix Porteiro vormden het rijdersduo van Vergani in de klasse, waarbij Porteiro in de laatste twee raceweekenden werd vervangen door de teruggekeerde Milka Duno. Porteiro behaalde twaalf punten in de eerste zeven raceweekenden met een zesde plaats op het Circuito Permanente del Jarama als beste klassering, waardoor hij negentiende werd in de eindstand. Duno eindigde puntloos op de 28e plaats met een twaalfde plaats in de seizoensfinale op het Autodrómo José Carlos Pace als beste resultaat. Couto behaalde drie podiumplaatsen en was de best geklasseerde Vergani-coureur op de zevende plaats met 66 punten. Het team zakte weg naar de zevende plaats in het teamkampioenschap met 78 punten.
Hiernaast reed Vergani ook in de nieuwe raceklasse Formule Nissan 2000, waarvan de races werden gehouden in het voorprogramma van de World Series by Nissan. Duno en Matteo Bobbi waren de coureurs van het team, waarbij Duno het vierde raceweekend op het Autodromo Nazionale Monza miste. Duno behaalde één punt in Jarama en werd zo achttiende in de eindstand, terwijl Bobbi met zes raceoverwinningen tweede werd in de eindstand op slechts één punt achterstand van Santiago Porteiro. Vergani werd derde in het teamkampioenschap met 177 punten.

### 2003
In 2003 reed Vergani in de World Series by Nissan met Ricardo González en Ángel Burgueño. Gonzalez behaalde enkel drie punten met een achtste plaats in de openingsrace in Jarama en verliet het team halverwege het seizoen. Burgueño scoorde slechts vier keer punten, met een zevende plaats op het Circuit Magny-Cours als beste resultaat eindigde hij als negentiende in het kampioenschap met 11 punten. Het team werd elfde en laatste in het teamkampioenschap.
In de Formule Nissan 2000, dat inmiddels was omgedoopt in de World Series Light, reed Vergani met Milka Duno en Mathias Lauda als vaste coureurs en werd de derde auto gedeeld door Pablo Donoso en Paul Meijer. Meijer reed enkel het laatste raceweekend op Jarama, maar behaalde hierin wel een podiumplaats. Donoso won dat jaar de enige race voor het team op de Lausitzring en behaalde nog twee verdere podiumplaatsen, waardoor hij negende werd in het kampioenschap met 83 punten. Duno eindigde regelmatig in de top 10, met een vijfde plaats in Valencia als positieve uitschieter werd zij elfde in de eindstand met 28 punten. Lauda was, ondanks dat hij geen races wist te winnen, de hoogst geklasseerde coureur van het team in de eindstand op de achtste plaats; met twee podiumplaatsen behaalde hij 84 punten. Vergani zelf werd vierde in het teamkampioenschap met 199 punten.

### 2004
In 2004 begon Vergani het seizoen met één coureur, Rodrigo Sperafico reed de eerste twee raceweekenden voor het team voordat hij het kampioenschap verliet. Hierna sloeg het team twee raceweekenden over, voordat Giovanni Tedeschi en Giacomo Ricci werden aangenomen. Ricci werd in de laatste twee evenementen weer vervangen door Miloš Pavlović. De enige twee puntenscores voor het team kwamen door een zevende plaats van Ricci op het Autódromo do Estoril en een negende plaats van Pavlović in de seizoensfinale op het Circuito Permanente de Jerez. Het team eindigde opnieuw op de elfde en laatste plaats in het klassement met zes punten.
In de World Series Light kwam het team een stuk beter voor de dag; met Pavlović, Tedeschi en Matteo Pellegrino hadden zij drie coureurs in dienst. Tedeschi behaalde 29 punten met een tweetal vierde plaatsen als beste resultaten voordat hij werd opgeroepen om in de World Series by Nissan uit te komen. Desondanks sloot hij dit kampioenschap af op de negende plaats. Pellegrino was de enige coureur van het team die het seizoen uitreed en won twee races op de Lausitzring en in Estoril. Met vijf additionele podiumplaatsen werd hij vierde in de eindstand met 114 punten. Pavlović won zeven races en werd, ondanks dat hij het laatste raceweekend niet deelnam omdat ook hij uitkwam in de World Series by Nissan, kampioen met 181 punten. Vergani behaalde ook in het teamkampioenschap de titel met 332 punten.
Na dit seizoen gingen de kampioenschappen verder onder de naam Formule Renault 3.5 Series en Vergani besloot om hier niet in terug te keren. Sindsdien heeft het team niet meer deelgenomen aan grote internationale races.